# Podochilus warianus
Podochilus warianus är en orkidéart som beskrevs av Rudolf Schlechter. Podochilus warianus ingår i släktet Podochilus och familjen orkidéer. Inga underarter finns listade i Catalogue of Life.